# Ligne de Metz-Ville à Zoufftgen
La ligne de Metz-Ville à Zoufftgen est une ligne de chemin de fer française à écartement normal du département de la Moselle, en région Grand Est. Elle permet le lien entre le réseau ferré français et celui du Luxembourg, en reliant la gare de Metz-Ville à la ville frontalière de Zoufftgen.
Elle constitue la ligne 180 000 du réseau ferré national. Un embranchement de 3 km reliant Hettange-Grande à la zone artisanale d’Entrange, fermé depuis 1990, portait le numéro no 190 000.
Dans l'ancienne numérotation SNCF des lignes de la région Est, elle était numérotée ligne 3 (Nord), plus précisément désignée en tant que section de la « Ligne (Luxembourg) Zoufftgen – Bâle », la ligne de Strasbourg-Ville à Saint-Louis étant numérotée ligne 3.

## Histoire

### Contexte historique
La Compagnie du chemin de fer de Paris à Strasbourg qui négociait avec l'État l'allongement de la durée de la concession de sa ligne principale, obtient, par un décret du 25 mars 1852, qu'elle soit portée à 99 ans. En contrepartie, la Compagnie s'engage sur divers points, notamment le point deux qui précise qu'elle doit « construire à ses frais, dans un délai de quatre ans, un chemin de fer de Metz à Thionville » et le point trois, qui précise qu'elle doit « prolonger cet embranchement jusqu'à la frontière, dans la direction de Luxembourg, au cas où la ligne de raccordement sur le territoire prussien serait exécutée. ». Une clause précise que « si ce second embranchement ne doit pas avoir de suite, la Compagnie payera au gouvernement une somme de 5 millions ». L'estimation du coût de l'embranchement était de 6,8 millions de francs et celui de la dépense totale, avec le prolongement, de 11,3 MF. Le potentiel de trafic était favorable, que cela soit pour les marchandises – l'industrie métallurgique devant l'utiliser pour son approvisionnement en houille et l'expédition de ses produits que sont le fer et la fonte – ou pour le trafic voyageurs : en 1853, les circulations entre Metz et Thionville sont d'une voiture par heure au départ de chacune de ces villes, soit un potentiel de 72 000 voyageurs.

### Construction
La construction ne présente pas de grandes difficultés, le seul ouvrage d'art d'importance étant le viaduc permettant le franchissement de la Moselle à la sortie de Metz. Menés rapidement, les travaux sont néanmoins retardés par les exigences du génie militaire, qui demande des études complémentaires pour les travaux proches des places fortes que sont Metz et Thionville, et par une pénurie de rails.
Avant la fin de la construction, le 21 janvier 1854, la Compagnie qui a absorbé d'autres chemins de fer change de dénomination pour devenir la Compagnie des chemins de fer de l'Est. Le président du conseil d'administration de la compagnie, Eugène de Ségur, est présent pour la réception des 30 kilomètres de la ligne par l'administration le 12 septembre 1854, l'ouverture de l'exploitation ayant lieu le 16 septembre pour le trafic voyageurs et le 25 pour celui des marchandises.

### Les premiers temps de l'exploitation
La ligne acquiert une vocation internationale avec la signature, à Paris le 10 juin 1857, d'une convention entre la France et le Grand-Duché du Luxembourg. La compagnie de l'Est met en service  les 16 kilomètres, reliant la frontière entre la France et le Luxembourg, le 11 août 1859. La relation entre Metz et Luxembourg est ouverte le 5 octobre 1859, avec la mise en service de la ligne de Luxembourg à Zoufftgen par la société royale grand-ducale des chemins de fer Guillaume-Luxembourg.
De 1907 à 1908, le tracé de la ligne est modifié à l'intérieur de la ville de Metz en raison de la construction de la gare actuelle. De nouvelles voies ferrées sont créées le long de la Seille et sur l'île Chambière, pour rejoindre à Metz-Nord l'ancienne ligne contournant la ville par l'ouest. Deux nouvelles gares pour les voyageurs sont ouvertes, l'une route de Thionville, nommée Metz-Nord, l'autre avenue de Blida, nommée Metz-Abattoirs, plus tard renommée Metz-Chambière.

## Infrastructure

### Signalisation et installations de sécurité
La ligne fait partie du Corridor européen C (Anvers - Bâle / Lyon) et devait être équipée de l'ETCS niveau 1 à l'horizon 2018. L'installation ayant pris du retard, la mise en service effective de l'ETCS a eu lieu le 1er août 2021.

### Vitesses limites
| De (PK)                 | À (PK)                  | Limite (km/h) |
| ----------------------- | ----------------------- | ------------- |
| Metz-Ville (PK 154,320) | Woippy (PK 160,245)     | 110           |
| Woippy (PK 160,245)     | PK 177,056              | 160           |
| Rupture du chaînage     |                         |               |
| PK 181,244              | PK 183,805              | 160           |
| PK 183,805              | Thionville (PK 188,004) | 130           |
| Thionville (PK 188,004) | PK 196,812              | 140           |
| PK 196,812              | Frontière (PK 203,757)  | 150           |

### Points kilométriques
Les points kilométriques de la ligne de Metz-Ville à Zoufftgen sont décomptés depuis Strasbourg-Ville : ils sont donc communs, mais en sens inverse, avec ceux de la ligne Paris – Strasbourg sur le tronçon de Strasbourg à Réding, et dans la continuité de ceux de la ligne de Réding à Metz-Ville dont elle constitue le prolongement. Ainsi, bien que Metz-Ville soit l'origine de cette ligne, cette gare se trouve au PK 154,320.

### L'accident de Zoufftgen
Le 11 octobre 2006, vers 11 h, un train de marchandises de la SNCF et un TER assuré par une automotrice des CFL entrent en collision frontale (« nez-à-nez ») à proximité de la frontière entre le Luxembourg et la France. Le bilan est de six morts et un blessé grave.